# ザザ
ザザ（Zaza）とは、ショートドリンクに分類されるカクテル。ザラ（Zara）とも書かれる。なお、ザザには、デュボネ・カクテル

と言う、大変よく似たカクテルが存在することでも知られる。1904年から1907年の間に、パリのルグランホテルのフランク.P.ニューマンによって考案された。

## 標準的なレシピ
- ドライ・ジン = 30ml
- デュボネ = 30ml
- アンゴスチュラ・ビターズ = 1dash

ミキシング・グラスで、ドライ・ジン、デュボネ、アンゴスチュラ・ビターズをステアして、カクテル・グラス（容量75〜90ml程度）に注げば完成。シェークして作る場合もある。第一次世界大戦前は、デュボネではなくスイート・ベルモットを使用していた。